# 谷澤久之
谷澤 久之（たにざわ ひさゆき、1941年10月 - ）は、日本の薬学者（薬理学）。薬学博士（静岡薬科大学・1970年）。広島女学院大学総合研究所所長、広島女学院大学生活科学部学部長などを歴任。

## 略歴・人物
1941年生まれ。1960年、静岡県立静岡高等学校卒業。1965年、静岡薬科大学卒業。1970年、静岡薬科大学大学院薬学研究科博士課程修了。学位論文は「豚回虫に対する4-lodothymolの作用機作」、ヨードチモールの豚回虫に対する効能についての研究である。
同年、森下製薬に研究職として採用され駆虫薬の研究を続ける。1977年、日本薬理学会評議員。森下製薬を辞し1978年、静岡薬科大学薬学部講師。1987年、静岡県立大学薬学部講師。1992年、同助教授。1998年、静岡県立大学から広島女学院大学に転じ、生活科学部教授。図書館館長、総合研究所所長など、学内の要職を歴任した。2002年、同大生活科学部学部長。2007年、同大退職。
天然由来の抗酸化物質の探索や栄養輸液に関する研究などで知られる。また、日本薬理学会では、長年にわたり評議員を務めた。日本栄養・食糧学会や日本薬学会などでも活動した。
薬学部同期に五島綾子、薬学部および薬学研究科同期に木苗直秀、三輪匡男ら。

## 著作

### 単著
- 谷澤久之「薬用人参サポニンのラット体内動態について」『広島女学院大学論集』50巻、広島女学院大学、2000年12月、69-77頁。

### 共著
- Masami Karikura, et al. "Studies on Absorption, Distribution, Excretion and Metabolism of Ginseng Saponins. V. The Decomposition Products of Ginsenoside Rb_2 in the Large Intestine of Rats", Chemical & pharmaceutical bulletin, Vol.38, No.10, Tokyo: Pharmaceutical Society of Japan, October 25, 1990, pp.2859-2861. ISSN 0009-2363
- Masami Karikura, et al. "Studies on Absorption, Distribution, Excretion and Metabolism of Ginseng Saponins. VI. The Decomposition Products of Ginsenoside Rb_2 in the Stomach of Rats", Chemical & pharmaceutical bulletin, Vol.39, No.2, Tokyo: Pharmaceutical Society of Japan, February 25, 1991, pp.400-404. ISSN 0009-2363
- Masami Karikura, et al. "Studies on Absorption, Distribution, Excretion and Metabolism of Ginseng Saponins. VII. Comparison of the Decomposition Modes of Ginsenoside-Rb_1 and -Rb_2 in the Digestive Tract of Rats", Chemical & pharmaceutical bulletin, Vol.39, No.9, Tokyo: Pharmaceutical Society of Japan, September 25, 1991, pp.2357-2361. ISSN 0009-2363
- Yoshihisa Iwamoto, et al. "Photodynamic Deoxyribonucleic Acid (DNA) Strand Breaking Activities of Enoxacin and Afloqualone", Chemical & pharmaceutical bulletin, Vol.40, No.7, Tokyo: Pharmaceutical Society of Japan, July 25, 1992, pp.1868-1870. ISSN 0009-2363
- Hisayuki Tanizawa, et al. "Studies on Natural Antioxidants in Citrus Species. I. Determination of Antioxidative Activities of Citrus Fruits", Chemical & pharmaceutical bulletin, Vol.40, No.7, Tokyo: Pharmaceutical Society of Japan, July 25, 1992, pp.1940-1942. ISSN 0009-2363
- Masami Karikura, et al. "Studies on Absorption, Distribution, Excretion and Metabolism of Ginseng Saponins. VIII. Isotope Labeling of Ginsenoside Rb_2", Chemical & pharmaceutical bulletin, Vol.40, No.9, Tokyo: Pharmaceutical Society of Japan, September 25, 1992, pp.2458-2460. ISSN 0009-2363
- Yasuko Ishii, Hisayuki Tanizawa and Yoshio Takino. "Rat Selection Test with Respect to Laxative Activity Induced by Barbaloin", Biological & pharmaceutical bulletin, Vol.16, No.10, Tokyo: Pharmaceutical Society of Japan, October 15, 1993, p.1040. ISSN 0918-6158
- Yasuko Ishii, Hisayuki Tanizawa and Yoshio Takino. "Studies of Aloe. IV. Mechanism of Cathartic Effect. (3)", Biological & pharmaceutical bulletin, Vol.17, No.4, Tokyo: Pharmaceutical Society of Japan, April 15, 1994, pp.495-497. ISSN 0918-6158
- Yasuko Ishii, Hisayuki Tanizawa and Yoshio Takino. "Studies of Aloe. V. Mechanism of Cathartic Effect. (4)", Biological & pharmaceutical bulletin, Vol.17, No.5, Tokyo: Pharmaceutical Society of Japan, May 15, 1994, pp.651-653. ISSN 0918-6158
- 石井康子ほか「I-C-15アロエの瀉下作用機序に関する研究」『和漢医薬学会大会要旨集』12巻、1995年7月20日、69頁。
- Hisashi Yoshioka, "A Novel Spin Probe with Long Life in Vivo for ESR Imaging", Biological & pharmaceutical bulletin, Vol.18, No.11, Tokyo: Pharmaceutical Society of Japan, November 15, 1995, pp.1572-1575. ISSN 0918-6158
- 谷澤久之ほか「家庭系ゴミ減量化に関する研究 第1報 広島市における行政と住民意識の解析」『廃棄物学会研究発表会講演論文集』10巻1号、廃棄物学会、1999年10月10日、23-26頁。
- 谷澤久之・石井康子「便秘と下剤について」『広島女学院大学生活科学部紀要』7号、広島女学院大学短期大学部、2000年3月、1-15頁。
- 寺田澄玲ほか「低カロリー油脂“サラトリム”がラットの脂質代謝に及ぼす効果――他の食用油脂との比較」『日本栄養・食糧学会誌』54巻6号、日本栄養・食糧学会、2001年12月10日、339-346頁。ISSN 0287-3516
- 谷澤久之・風間舜介「抗酸化物質のTBA法とESR法を用いた新しい評価方法に関する研究」『広島女学院大学論集』52巻、広島女学院大学、2002年12月、69-76頁。
- 田川恵子・谷澤久之「抗精神病薬の副作用による体重増加と肥満対策としての栄養指導の有効性」『日本臨床栄養学会雑誌』25巻3号、日本臨床栄養学会、2004年1月31日、235-241頁。ISSN 0286-8202
- 上野麻也子・谷澤久之「日本における免疫強化経腸栄養剤について」『榮養學雑誌』64巻4号、日本栄養改善学会、2006年8月1日、221-228頁。ISSN 0021-5147
- 上野麻也子・谷澤久之「日本における慢性閉塞性肺疾患（COPD）の栄養療法について」『日本病態栄養学会誌 』10巻1号、2007年11月20日、25-36頁。ISSN 1345-8167
- 前田阿紀ほか「ナツメグ（Myristica fragrans Houttuyn）種子中の化学成分とその生理活性について」『藥學雜誌』128巻1号、日本薬学会、2008年1月1日、129-133頁。